# 430
Rok 430 (CDXXX) byl nepřestupný rok, který podle juliánského kalendáře započal ve středu. V té době byl tento rok znám jako 1183 Ab urbe condita nebo jako Rok konzulátu Theodosia a Valentiniana. Označení číslem 430 bylo zavedeno až ve středověku, kdy se začal užívat pro pojmenování let v Evropě užívat systém Anno Domini (leta páně).
Podle židovského kalendáře došlo k přelomu let 4190 a 4191. 

## Události

#### Římská říše
- Vandalové pod vedením krále Geisericha upevňují svou moc nad Severní Afrikou podél Středozemního moře. Obléhají město Hippo Regius, jehož biskupem byl Svatý Augustin.
- Západořímský vojevůdce Aetius je jmenován velitelem obou armád (Magister militium) poté, co porazil Galy, Vizigóty i Franky.
- Hunové pod vedením Oktara napadají Burgundy, kteří byli usídlení okolo řeky Rýn a města Worms (dnešní Německo). Během boje Oktar umírá a jeho armáda je zničena.
- Flavius Felix, jeho žena a jáhen jsou obviněni ze spiknutí proti Aetiovi. Jsou uvězněni v Ravenně a následně popraveni.

#### Asie
- Feng Ba abdikuje na post císaře Severního Janu, jednoho ze států pod kontrolou Číny. Na postu je nahrazen svým bratrem Feng Hongem.

#### Náboženství
- 28. srpna během obléhání města Hippo Regius umírá svatý Augustin ve věku 75 let. Za sebou nechává monumentální dílo O Boží obci a další spisy, které zásadně ovlivnily křesťanskou církev.
- Svatý Patrik během své misionářské mise doputoval do Irska (přibližné datum)
- Svatý Petr Iberský zakládá gruzínský klášter nedaleko Betléma

## Narození
- 05. listopadu – Sidonius Apollinaris, galorománský básník a kněz († 489)

## Úmrtí
- 28. srpen – Augustinus, biskup, jeden z nejvýznamnějších raně křesťanských teologů.
- Flavius Felix, generál Západořímské říše
- Oktar, vládce Hunů

## Hlavy států
- Papež – Celestýn I. (422–432)
- Východořímská říše – Theodosius II. (408–450)
- Západořímská říše – Valentinianus III. (425–455)
- Franská říše – Clodio (428–448)
- Perská říše – Bahrám V. (421–439)
- Vizigóti – Theodorich I. (419–451)
- Vandalové – Geiserich (428–477)